# الزاوية النقشبندية
الزاوية النقشبندية هي من معالم القدس العثمانية، ويطلق عليها أيضًا الزاوية الأزبكية أو البخارية نسبةً إلى القائمين عليها، وقد ذكرها كثير من مؤرخي بيت المقدس، ويعتقد أنها بنيت في أواخر العهد المملوكي أو أوائل العهد العثماني. وتقع خارج الحرم القدسي لكن داخل أسوار البلدة القديمة وتحوي هذه الزاوية جامعًا صغيراً يقع على طريق باب حطة. وقد تأسست التكية البخارية أو الزاوية النقشبندية بهدف إيواء الزائرين وإطعام الفقراء وخاصة القادمين من آسيا الوسطى ومسلمي الهند، وبنغلاديش، وإندونيسيا، وتركيا، والقوقاز، وغيرهم من الدول الإسلامية، وقد قام الشيخ عثمان بك البخاري المعروف بالصوفي بتوسيع الزاوية عام 1731 م. وفي وقت لاحق تولى الشيخ رشيد البخاري الزاوية، ومن بعده ولده الشيخ يعقوب البخاري المتوفى عام 1956، ثم انتقلت المشيخة إلى ابنه الشيخ موسى بن يعقوب البخاري والد عبد العزيز المتوفى بالقدس عام 1973 وقاضي محكمة أريحا الشرعية آنذاك. ويقوم عليها حاليا الشيخ عبد العزيز موسى البخاري بعد أن أخذ البيعة من الشيخ محمد ناظم الحقاني في قبرص. حيث جاءت عائلة البخاري من أوزبكستان عام 1616 م، بهدف تمثيل بلدانها تمامًا كالسفارات الآن، ونشر جزء من ثقافتها وعلمها على الطريقة النقشبندية الصوفية القادمة من كلمة أوزبكية (نقش بند)، أي بمعنى أن يكون الله منقوشاً على قلب المؤمن، ولا تؤثر عليه العوامل الدنيوية.

## أماكن الانتشار
تنتشر الطريقة في عدة مناطق ودول إسلامية مثل منطقة آسيا الوسطى وباكستان وافغانستان والهند وبنغلاديش واندونيسيا وتركيا وفي مناطق الأكراد وسُنة العراق والاحساء وسوريا وفلسطين ومصر والامارات والقوقاز وسُنة أذربيجان ومسلمي روسيا.

## العقيدة
اما عقيدة النقشبندية فهي أهل السنة (ماتريدية وأشاعرة).

## معرض الصور

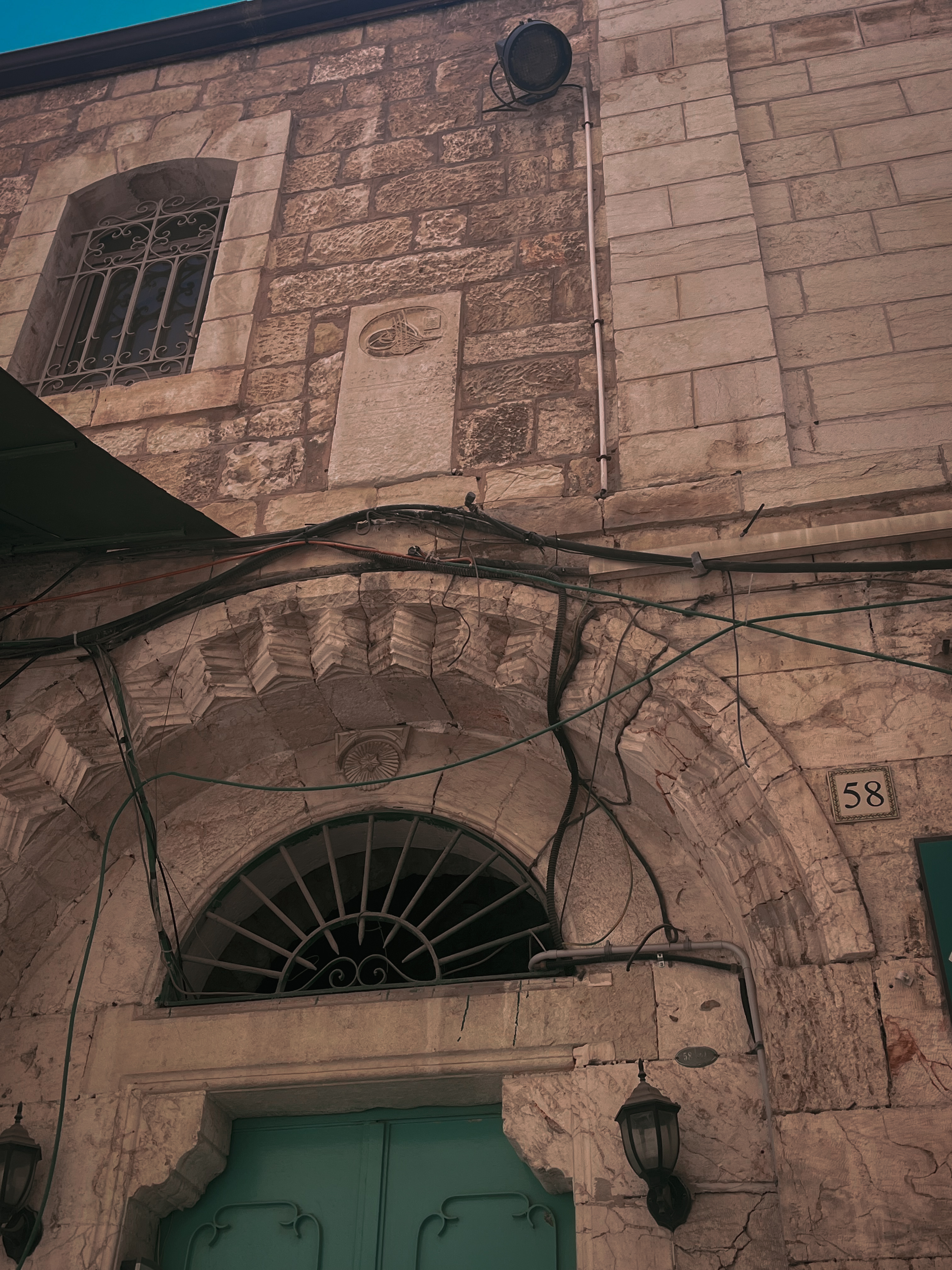
الختم العثماني على مبنى الزاوية النقشبندية
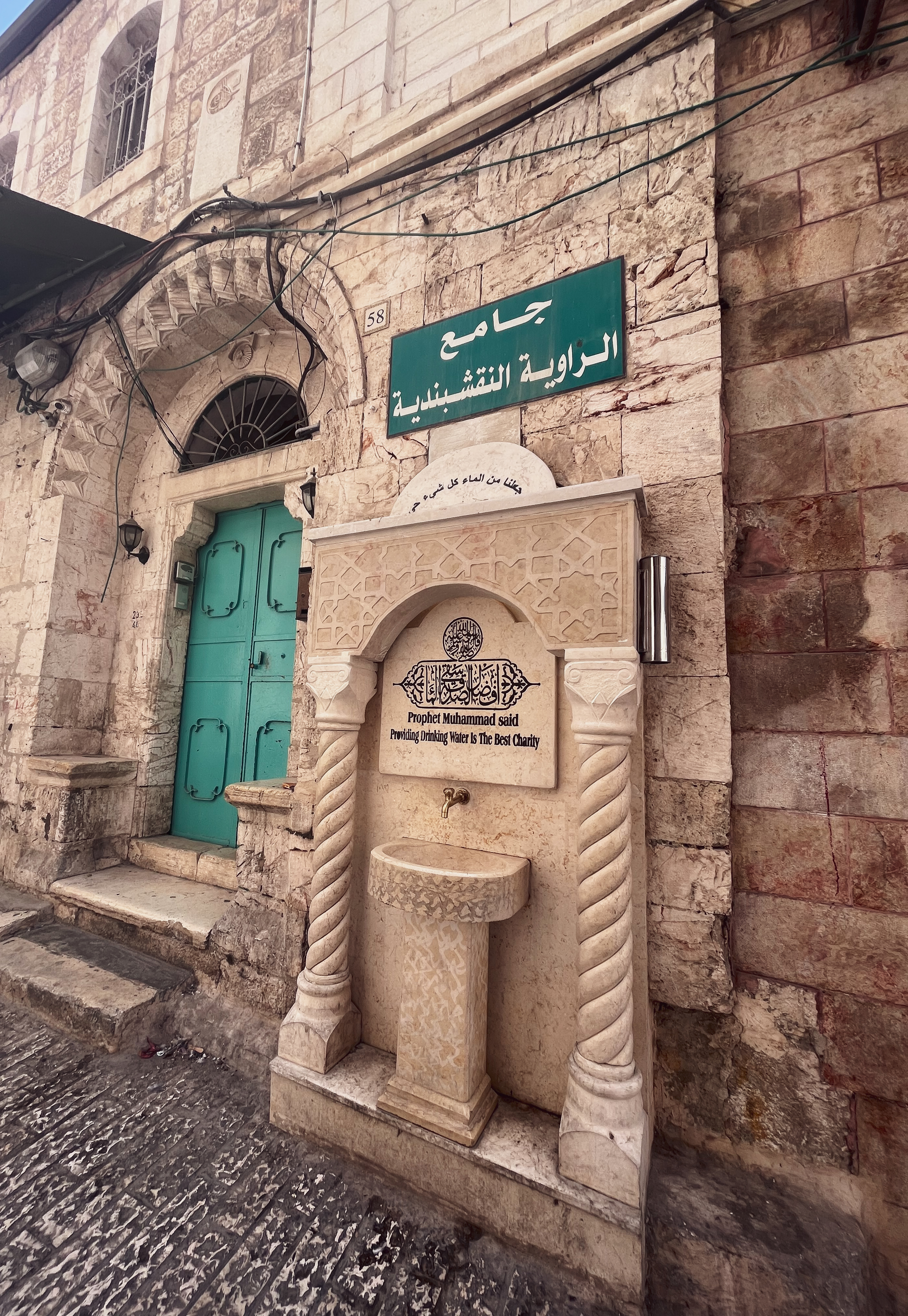
10-09-2024

## الهدف من الزاوية
ترسيخ قواعد الصوفية كان مسعى مشايخ الزاوية، لأن مدينة القدس دينية سياحية والزوايا بشكل عام عدا عن كونها مدارس وممثليات هي أيضًا بيوت ضيافة لأبناء بلدها أو غيرهم، والزاوية النقشبندية استضافت لفترات طويلة امتدت ل 400 عام في أيام الخميس من كل اسبوع أهالي القدس والزائرين للمدينة على موائد مجانية، قلّت بعد نكسة 67 بسبب الاحتلال أولاً واتخاذ الأوقاف الإسلامية الزاوية كوقف خيري عام ثانيًا، الأمر الذي حدّ من الاستفادة من ريع تأجير البيوت لصالح الزاوية. وقد كان عدد الزائرين الأوزبكيين والأتراك والأفغان إلى فلسطين سنويًا قبل عام 1967 يتراوح بين 30-80 زائر سنوياً، والزاوية النقشبندية لها دور كبير لنشر المذهب السني ومحاربة المد الشيعي والمد السلفي.

## وصلات خارجية
- شمس الشموس - موقع الطريقة النقشبندية الحقانية
- الجامع الزاوية النقشبندية في القدس